# Banc Northeast Investigator
Le banc Northeast Investigator ou banc Investigator Northeast (en anglais Northeast Investigator Shoal, Investigator Northeast Shoal ou Dalagang Bukid Shoal, en tagalog Buhanginan ng Dalagang Bukid, en mandarin Hǎikǒu Jiāo (en sinogrammes 海口礁), en vietnamien Bãi Phù Mỹ), est un atoll des îles Spratleys en mer de Chine méridionale situé au sud-est de Dangerous Ground,,,.

## Géographie
Le banc Northeast Investigator est situé à moins de 58 milles marins au nord-ouest de l'île de Palawan et à 130 milles marins au nord-ouest de l'île de Bornéo. Les caractéristiques géographiques peu profondes les plus proches sont le banc Royal Captain à 12,5 milles marins au sud-est et le banc Half Moon à 17,4 milles marins au sud-ouest,,.
Cet atoll de forme ovale s'étend sur 4,3 km le long de son axe du nord-ouest au sud‐est et atteint 2,7 km sur son axe du nord au sud-ouest.
La superficie de l'atoll est de 3,38 km2, comprenant un platier récifal de 1,81 km2, un lagon du 1,25 km2 et une pente récifale de 0,32 km2.
L'atoll a quelques rochers à son bord ouest qui sont à peine visibles à marée haute.

## Revendication de souveraineté
Comme pour toutes les îles Spratleys, la propriété de l'atoll est contestée. 
Les Philippines administre l'atoll dans le cadre de la municipalité de Kalayaan.
La Chine, le Viêt Nam et Taïwan ont des revendications concurrentes sur l'atoll.